# حمد الرومي
د.حمد الرومي (17 أغسطس1984-) طبيب وكاتب روائي كويتي.

## مشواره المهني
حاصل على بكالوريوس طب بشري من جامعة أبردين من بريطانيا، البورد الكويتي لطب العائلة، عضو الكلية الملكية للمسارسين العامين، وعضو في رابطة الأدباء الكويتيين، عمل في عدة مستشفيات حكومية منها مستشفى الفروانية.
أصدر كتابه الأول «يبقى الماضي حاضرا» عام 2011 وكان باللهجة الكويتية العامية بعد جهد بذله ثلاث سنوات وتعقبها أحداث ومواقع عدة حاول فيها إبراز عدة قضايا اجتماعية قد تصل إلى 'تعرية المشاكل المجتمعية' منها: مشكلة العنوسة، والخيانة الزوجية، والطلاق على الأوراق الرسمية، والتوبة عن الإدمان، واهمال رعاية كبار السن، والمشاكل النفسية والسلوكية التي يعيشها بعض أفراد المجتمع في قالب عائلتين كويتيتين. أصدر بعدها روايته «إقبال يوم أقبلت» والذي حول لمسلسل تلفزيوني بعنوان إقبال يوم أقبلت عام 2017  ثم مسلسل عبرة شارع عام 2018 والتي استلهمها من جليب الشيوخ أثناء عمله في أحد المستشفيات.

## أعماله

### المسلسلات
| العام | اسم العمل        | نوع العمل | المخرج      |
| ----- | ---------------- | --------- | ----------- |
| 2017  | إقبال يوم أقبلت  | مسلسل     | منير الزعبي |
| 2018  | عبرة شارع        | مسلسل     | منير الزعبي |
| 2019  | انا عندي نص      | مسلسل     | منير الزعبي |
| 2019  | موضي قطعة من ذهب | مسلسل     | منير الزعبي |
| 2021  | كف ودفوف         | مسلسل     | منير الزعبي |
| 2023  | ملح وسمرة        | مسلسل     | علي العلي   |

### المسرحيات
| العام | المسرحية | المخرج      |
| ----- | -------- | ----------- |
| 2022  | طاهرة    | هاني الهزاع |

### الروايات
| العام | الرواية           | الناشر      |
| ----- | ----------------- | ----------- |
| 2011  | يبقى الماضي حاضرا | ذات السلاسل |
| 2017  | إقبال يوم أقبلت   | ذات السلاسل |

## جوائز
- الكويت: جائزة أفضل نص في مهرجان «شعلة الأنباء 2018» بدورته الأولى عن مسلسل عبرة شارع.[6]